# Франсіско Баррера
Франсіско Баррера або Франсіско де Барера (ісп. Francisco Barrera; бл. 1595, Мадрид — 1658, Мадрид) — іспанський художник першої половини XVII ст., майстер декоративного живопису і натюрмортів.

## Ранні роки
Народився у місті Мадрид. Батьки — Дієго де ла Баррера та Томасіна Сересо. Про точну дату народження художника та його ранні роки свідоцтв не збережено. Умовно датою народження вважають 1595 рік або роки близько цієї дати. 1615 року він пошлюбився з Інес Мартінес і від цієї дати умовно рахують і рік його народження. Художнику на той час мало було близько 20 років. Нова родина мешкала на вулиці Сан Луїс, про це свідчить також декларація про прибутки митця, заповнена 1623 року з позначкою, що художнику виповнилося 28 років.

## Продавець, володар крамниць і художник
Франсіско Баррера, ймовірно, навчався у якогось мадридського майстра, але мала обдарованість не сприяла формуванню значущої художньої індивідуальності. Окрім художньої практики і створення картин митець був володарем двох крамниць у Мадриді, торгував власними і чужими картинами і був активним бізнесменом. Так, він замоляв картини іншим художникам з метою їх перепродажу і отриманню прибутків. Серед тих, хто подавав йому власні твори на продаж у його крамницях — Бартоломе де Карденас, його син Хуан Матеос (що створював натюрморти), Крістобаль де Варгас Кольменар. В крамницях Баррери можна було приддбати як картини релігійного характеру, так і натюрморти, алегоричні зображення і декоративний живопис.
В Мадриді Франсіско Баррера заснував власну майстерню. Відомо, що в ній працювало п'ять його учнів і помічників.

## Експертиза портретів короля та його родичів

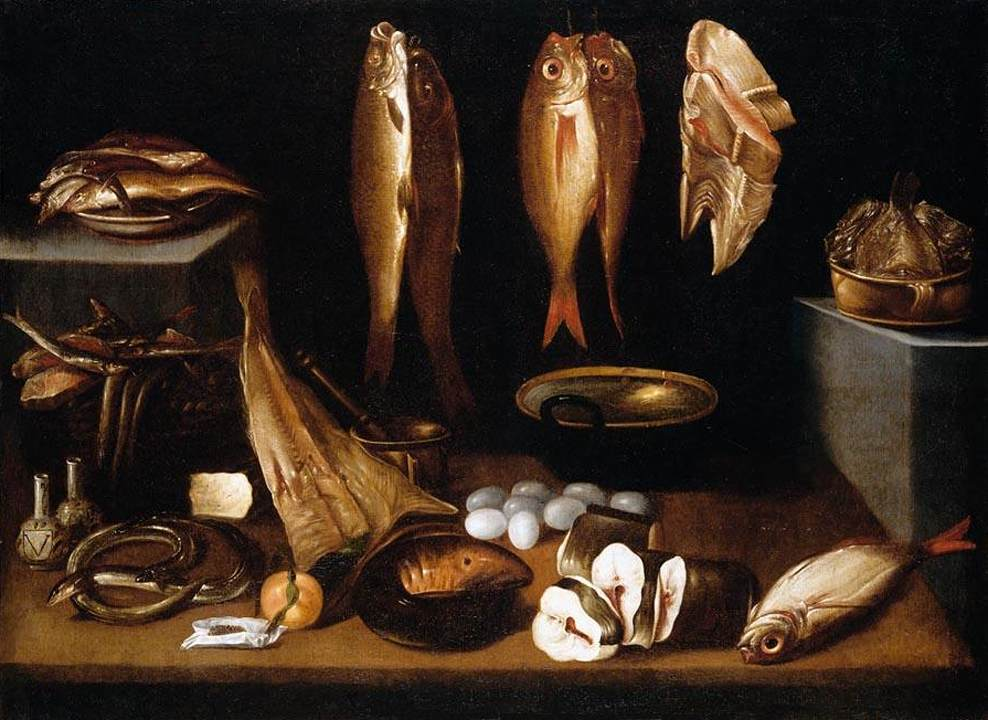
Франсіско Баррера. «Риби в коморі», бл. 1640 р.

Значна кількість мало обдарованих митців з низкою художньою освітою, зосереджених у столиці, сприяла помітній конкуренції між майстрами. Аби якось вижити, вони охоче брались за створення портретів (замовних або королівських для приватних осіб), не маючи до них хисту. Портретна художня продукція цих майстрів була низькою. До короля Іспанії потрапив черговий донос і той, ображений погано виконаними портретами, наказав створити восени 1633 року комісію і перевірити якість створених портретів короля та його родичів.
До складу комісії увійшли представники іспанської інквізиції, що оглядали релігійний живопис мадридських художників, Дієго Веласкес (1599—1560) та Вісенте Кардуччі (1568—1638), що оглядали і оцінювали портрети короля та його родичів.
На експертизу подали власні твори декілька митців, що волали визнання. Сред них Франсіско Баррера, Антоніо Понсе, Єронім Сос, Антоніо Гріаль, Симон Сьенфуегос, Хуан Леандро де ла Фуенте. Комісія оглянула вісімдесят сім картин. Портретний живопис визнали незадовільним і тому ж Франсіско Баррері порадили не робити портретів, а зосередитись на створенні натюрмортів і декоративного живопису.
Натомість його декоративний живопис сподобався — і незабаром Франсіско Баррера отримав замову на декоративні картини для королівського палацу Буен Ретіро. Замові сприяли наближеність художньої продукції майстерні Франсіско Баррери до сюжетів фламандського живопису, котрий мав попит у королівському оточенні.

## Декоративні твори для королівських урочистостей
Як художника-декоратора Франсіско Барреру та помічників його майстерні залучали до декорування королівських урочистостей. Окрім релігійних свят до них були зараховані також прибуття принців і принцес у столицю, урочистості з дня народження спадкоємця престолу тощо. На шляху вельможної особи створювали низку тимчасових тріумфальних споруд, рясно прикрашених рельєфами, скульптурами, різьбленими деталями та картинами (портретними, алегоричними, декоративними). По закінченні урочистостей всі тимчасові споруди розбирали, зберігали лише картини.
Уяву про тимчасові тріумфальні споруди того часу зберігають численні ескізи Пітера Пауля Рубенса, також залученого до створення декоративних тріумфальних споруд разом із власними помічниками його антверпенської майстерні.

## Тематичні серії майстерні Баррери

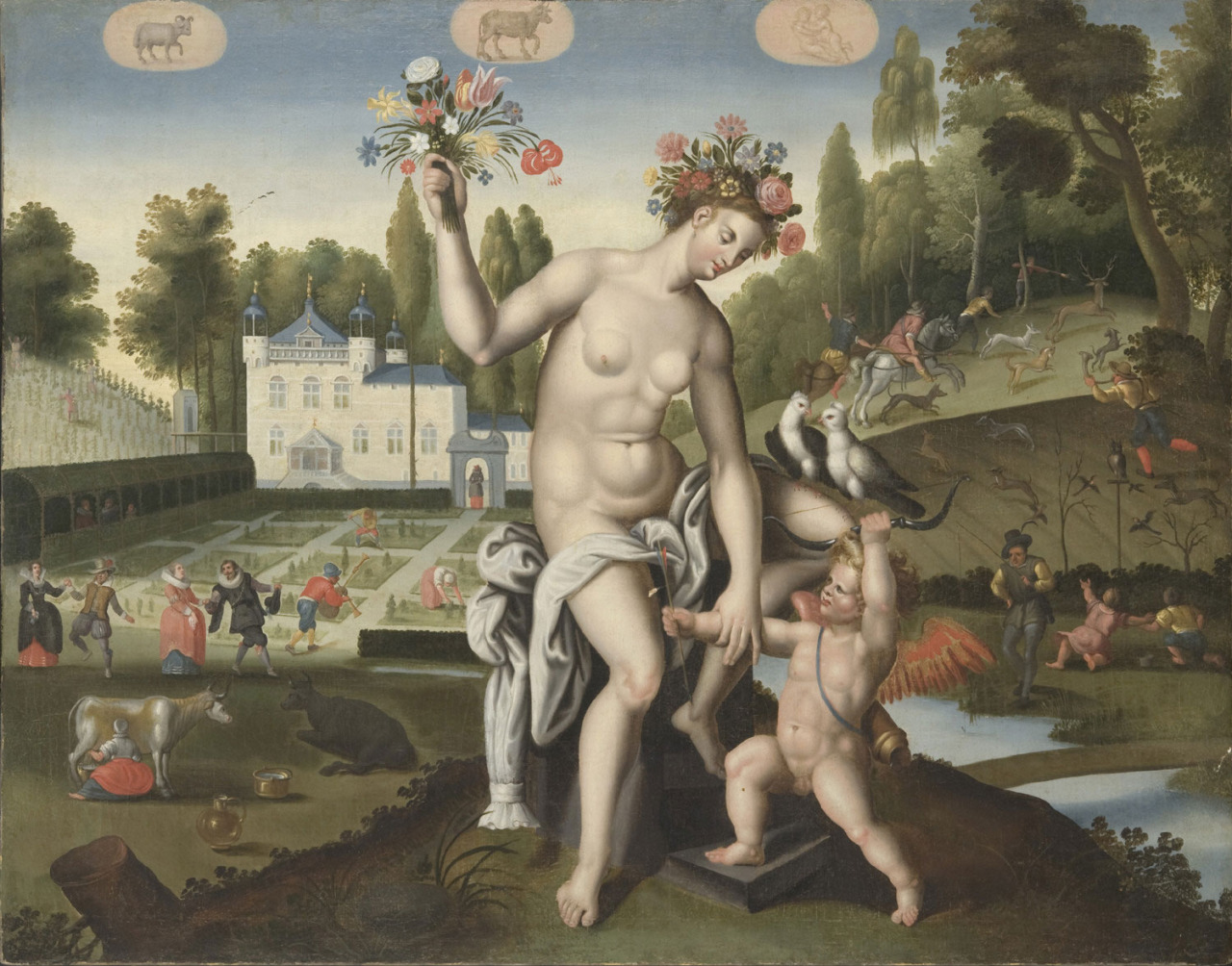
Фламандський анонім. «Алегорія весни», друга половина 16 ст.

Серед художньої продукції майстерні Баррерильне місце посли картини з тематичними серіями. Вони несамостійні за композицією і за тематикою, бо цей тип декоративного живопису народився у Нідерландах ще у 16 столітті. Потяг маньєристів — художників Нідерландів до значущості і філософських натяків у власних творах (картини, друкована графіка) обумовив появу картин з сезонами, алегоричними фігурами у них та додатками натюрмортів. Аналогічні сюжети розробляли і для прихильників астрології, створюючи уособлення знаків зодіака. Картини зі знаками зодіака малювали і художники-брати Бассано з Венеції.
Іспанці добре знали такі композиції, позаяк роками вивозили картини подібної тематики для декорування палаців короля і іспанських вельмож. Серію «Пори року» на новому етапі спромігся створити і іспанський художник Франсіско Баррера. Він йшов від картин нідерландських майстрів-декораторів. Звідси умовна людська фігура, що уособлювала або алегорію сезону, або умовну селянську фігуру як ілюстрацію відповідної сезону сільськогосподарської праці.
Друга відома зараз серія його майстерні — «П'ять почуттів» з натюрмортними додатками.

## Власна родина
Ще 11 січня 1615 року молодий художник пошлюбився із сеньйорою Інес Мартінес, вінчання відбулося у церкві Сан Хінес у Мадриді.

## Смерть
Франсіско Баррера помер у місті Мадрид 4 жовтня 1658 року.

## Обрані твори (галерея)

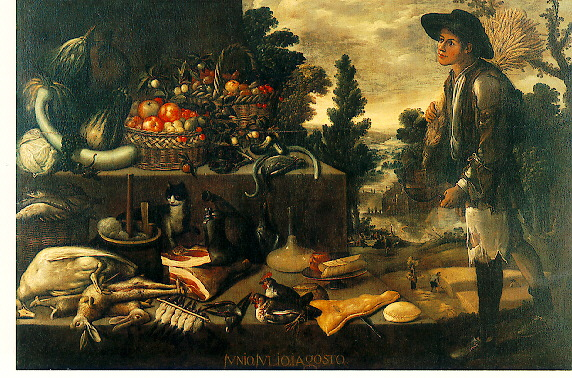
Франсіско де Баррера. «Літо», Музей красних мистецтв (Севілья)
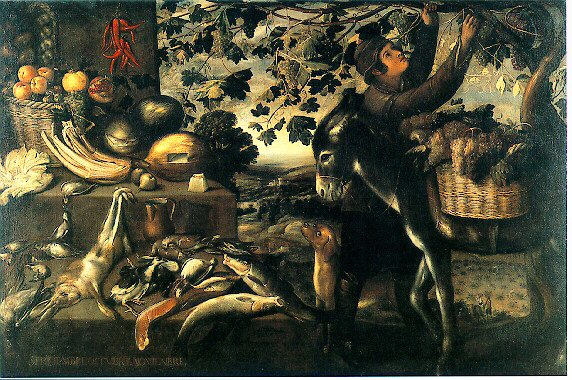
Франсіско де Баррера. «Осінь», Музей красних мистецтв (Севілья)
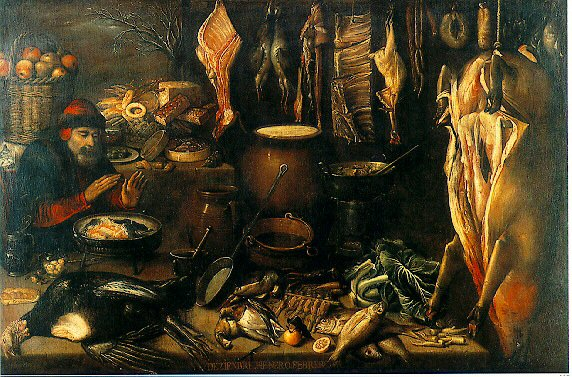
Франсіско де Баррера. «Зима», Музей красних мистецтв (Севілья)
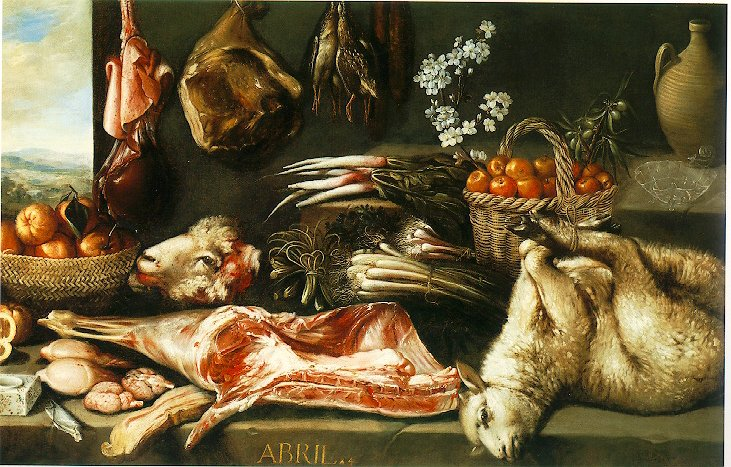
Франсіско де Баррера. «Квітень», серія «Місяці року»
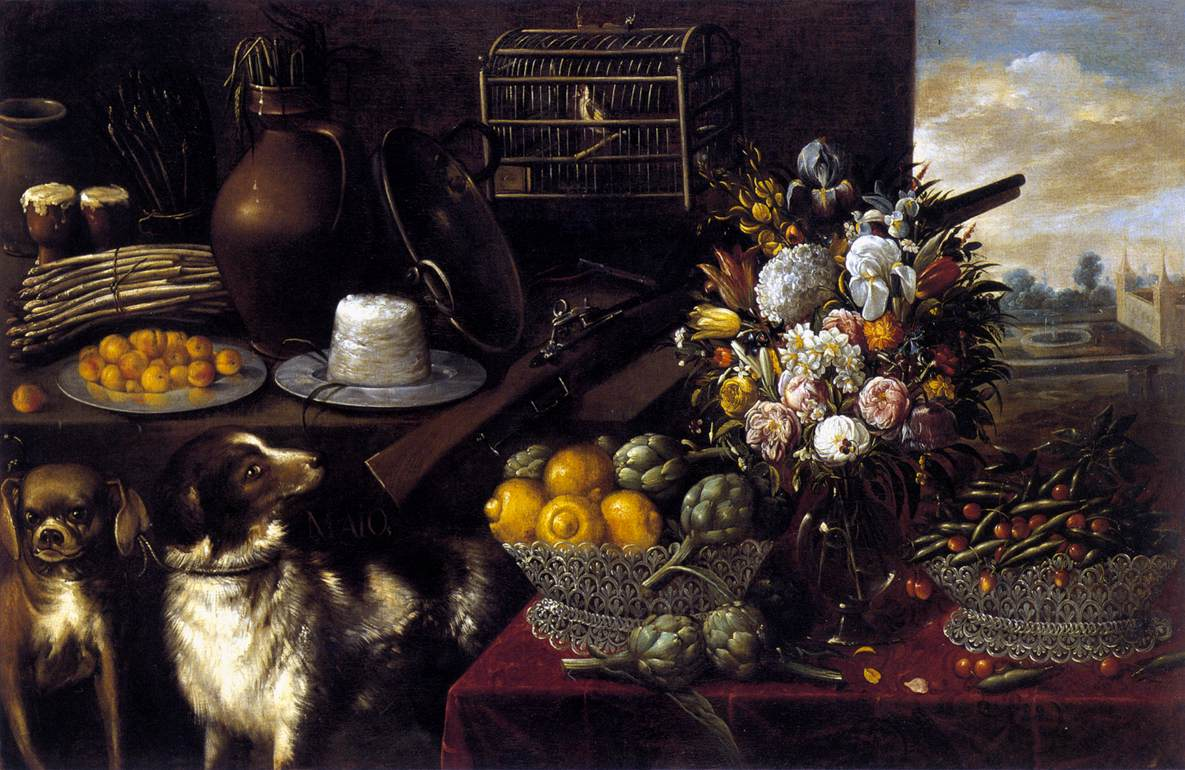
Франсіско де Баррера. «Травень», серія «Місяці року»
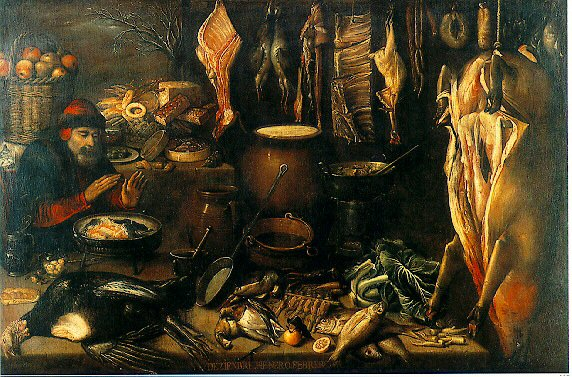
Франсіско Баррера. «Алегорія зими»